# Atherina breviceps
El pejerrey del Cabo (Atherina breviceps) es una especie de pez actinopterigio.
Es pescado con cebo para pesca de subsistencia.

## Morfología
Tiene el cuerpo alargado plateado y translúcido con una banda en la línea lateral mientras que la superficie superior es más oscura, con una longitud máxima descrita de 11 cm. En la aleta dorsal tiene de 6 a 9 espinas y 115 radios blandos, mientras que en la aleta anal tiene una sola espina y 15 a 18 radios blandos.

## Distribución y hábitat
Puede vivir en agua marina, agua dulce de río y en aguas salobres, con comportamiento nerítico-pelágico. Se distribuye por el océano Atlántico restringido a la costa de Namibia, aunque también por toda la costa de Sudáfrica hasta el océano Índico. Forma cardúmenes a lo largo de la costa y en los estuarios, especialmente durante la primavera. También se encuentra en los lagos costeros. Los alevines filtran pequeños organismos como fitoplancton y rotíferos, pero cuando crece por encima de 3,5 cm de longitud se alimenta principalmente de crustáceos, especialmente anfípodos. Son depredados por otros peces y por aves marinas.